# Nanomitriella ciliata
Nanomitriella ciliata är en bladmossart som beskrevs av Edwin Bunting Bartram 1954. Nanomitriella ciliata ingår i släktet Nanomitriella och familjen Funariaceae. Inga underarter finns listade i Catalogue of Life.